# Projekt A – Eine Reise zu anarchistischen Projekten in Europa
Projekt A – Eine Reise zu anarchistischen Projekten in Europa ist ein Dokumentarfilm von Marcel Seehuber und Moritz Springer. Der Film stellt aktuelle anarchistische Ansätze der Jahre 2012 bis 2015 dar. Dabei loten die Autoren in dem Film Chancen für selbstbestimmte Lebensweisen in der realen Welt von 2015 aus. Der Film hatte am 2. Juli 2015 beim Filmfest München seine Uraufführung und gewann dort den Bayern 2 und SZ Publikumspreis. Kinostart des Films war am 4. Februar 2016 im Verleih von Drop-Out Cinema.

## Handlung
Im Film wird die Fragestellung aufgegriffen, was die politische Idee des Anarchismus in der heutigen Welt tatsächlich bedeuten kann. Die Autoren reisen zu Projekten in Griechenland, Spanien und Deutschland, die eine Umsetzung dieser Idee praktizieren. Auch sind die Filmemacher beim „Internationalen Anarchistischen Treffen“ in der Schweiz 2012 zu Gast. Sie besuchen die umweltpolitische Aktivistin Hanna Poddig und treffen Mitglieder der anarchosyndikalistischen spanischen Gewerkschaft „Confederación General del Trabajo“ in Barcelona. Sie stellen die entstehenden anarchistischen Ansätze in Griechenland dar. Beginnend mit der Umgestaltung eines Parkplatzes zum „Parko Narvarinou“ entstanden in dem Athener Viertel Exarchia nachbarschaftliche Kollektiv-Strukturen. Schließlich wird das Münchener „Kartoffelkombinat“ als ein Projekt gezeigt, das anarchistische Ideen aufgreift, ohne sich als anarchistisches Projekt zu bezeichnen.